# Raúl Carnota
Raúl Alberto Carnota (Ciudad de Buenos Aires, 30 de octubre de 1947 - Ciudad de Buenos Aires, 27 de septiembre de 2014) fue un cantautor argentino de amplia trayectoria en el folclore argentino. Cantor, guitarrista, compositor, autor de letras y percusionista. Reunió la cualidad de ser un músico completo con la del letrista que ha sabido recoger con sensibilidad y expresar con hondura el sentir de una gran parte de su pueblo.

## Biografía
Nació en 1947, en el barrio de Almagro de la ciudad de Buenos Aires, pero su infancia transcurrió en Mar del Plata.
En 1968 tuvo un breve paso por el grupo Los Huanca Hua.  Su debut profesional fue en 1972 integrando el grupo de Adolfo Ábalos. Durante esa etapa participó del espectáculo El piano en sus tres dimensiones, que encabezaron Ábalos, Horacio Salgán y el Mono Villegas. En esa época también acompañó a otras figuras de la música como Susana Rinaldi, Inés Rinaldi, Julio Lacarra, Enrique Llopis, Hamlet Lima Quintana y Armando Tejada Gómez.
A fines de los años setenta formó un trío con el percusionista Rodolfo Sánchez y el pianista Eduardo Spinassi, con el que logró trascender ya que Mercedes Sosa incluyó dos de sus canciones ―«Grito santiagueño» y «Salamanqueando pa’ mí»― en su disco Como un pájaro libre (de 1983).
Falleció el 27 de septiembre de 2014 (con 66 años) como consecuencia de una EPOC (enfermedad pulmonar obstructiva crónica), mal que padecía hacía varios años.
Su muerte fue opacada en los medios por la muerte de El Negro García López que ocurrió el mismo día.
En 2015 recibió el Premio Konex post mortem como uno de los mejores 5 cantantes de folklore de la década en la Argentina.

## Discografía
- 1983: Suna Rocha/Raúl Carnota
- 1984: Memoria adentro
- 1985: Esencia de mi pueblo
- 1986: Este es Raúl Carnota
- 1987: Entre la ciudad y el campo
- 1994: Contrafuego
- 1998: Reciclón
- 1999: Fin de siglo
- 2000: Solo los martes
- 2005: Espejos I
- 2005: Espejos II
- 2006: Retrospectiva
- 2010: Runa